# 相坂峠
相坂峠
- 兵庫県たつの市にある峠。本項目で述べる。
- 三重県鳥羽市にある峠。三重県道47号鳥羽磯部線が通る。

相坂峠（あいさかとうげ）は、兵庫県たつの市新宮町（旧揖保郡新宮町）から佐用郡佐用町（旧佐用郡三日月町）へ至る峠。標高は180メートル。

## 概要
- 国道179号（出雲街道）が通る。また峠の下を姫新線が相坂トンネルで抜ける。
- 東の栗栖川流域（揖保川水系）と西の角亀川流域（千種川水系）を分かつが、峠の両側とも同自治体である（たつの市新宮町鍛冶屋と同市新宮町下莇原との境界を成す）。これは、たつの市が発足する以前の揖保郡新宮町時代も同様だった。
- 南側の山をはさんで、莇原峠が越えている。

## 歴史
- 『播磨国風土記』に見える「阿為山」（あいやま）が、峠名の由来とされる。
- 承久の乱ののち隠岐へ流された後鳥羽上皇がこの峠を越えて三日月（現・佐用町）で休んだ折、越してきた峠が京の東に位置する逢坂峠と同じ読みと聞き、「立帰り越しゆく関と思はばや 都に聞きし逢坂の山」と詠んだ。再びこの峠を越して京へ帰りたい、との思いを込めたのだが、その機会は訪れなかった。
- 元弘の乱に際して後醍醐天皇が隠岐へ流された時も、この峠を越している。
- 江戸時代には山陰地方の各大名が参勤交代で通り越す道筋に当たった。
- 明治期には14年（1881年）、32年（1899年）と2度の拡幅工事が行われている。

## 通過する交通路

### 道路
- 国道179号

### バス
- たつの市コミュニティバス　新宮Cルート

### 鉄道
- 西日本旅客鉄道（JR西日本）姫新線（相坂トンネル）
  - 西栗栖駅から北西へ約1.5km。